# 廣瀬航
廣瀬 航（ひろせ わたる、1984年3月22日 - ）は、地方競馬の兵庫県競馬組合（兵庫県騎手会）所属の騎手。地方競馬教養センター騎手課程第73期生。

## 来歴
地方競馬教養センター騎手課程第73期として卒業し、2001年4月1日付で園田競馬場の國澤利照厩舎に所属する。
4月12日の園田競馬第3競走でシチフクスイートで初騎乗を果たす（12頭立て12着）。同年6月20日に園田競馬第2競走でヒュウガタイムに騎乗し初勝利を挙げた。初年度は11勝を挙げる。
2008年12月17日第7競走をセフティープラチナで制し、通算100勝を達成する。
2016年頃から徐々に勝ち鞍を増やし、2017年に兵庫リーディング8位に入る。2018年には兵庫競馬のフェアプレー賞を受賞する。
2020年5月4日第5競走をグリーナリーで制し、通算500勝を達成。
2021年兵庫若駒賞をガリバーストームで制し、重賞初制覇。デビュー21年目での重賞初制覇となった。
2022年4月22日付で國澤利照厩舎から兵庫県初の兵庫県騎手会（フリー）となる。
2023年5月13日京都競馬場第4競走でクワイエットドーンに騎乗し、JRA初騎乗。
2024年、令和5年度園田姫路競馬優秀騎手賞を受賞する。
2025年4月12日阪神競馬場で騎乗があった(騎乗レースは次の通り)
第4競走でルックアップトゥー(13着)、第6競走ではサトノランデヴー(7着)、第8競走でベンダバール(4着)、第12競走でアンジュフィールド(4着)である。
2025年5月25日京都競馬場で騎乗があった(騎乗レースは次の通り)
第2競走でチャンドラマハル(14着)、第6競走ではサトノランデヴー(13着)、第12競走ではノットナイフ(3着)である。

## 主な騎乗馬
- ガリバーストーム（2021年兵庫若駒賞、園田ジュニアカップ）
- ハナブサ（2022年金沢スプリントカップ）
- タイガーインディ（2024年兵庫ウインターカップ、兵庫大賞典、オグリキャップ記念）
- オーシンロクゼロ（2024年菊水賞）
- インベルシオン（2025年新春賞）
- ラヴィアン（2025年コウノトリ賞）